# 普陀山南海观音立像
普陀山南海观音立像是位于浙江省舟山市普陀山的标志性建筑，为世界上最大的铜製观音塑像，高33米，重达70馀吨，由海内外华人信众筹资建造，落成後於1997年10月30日举行开光仪式。

## 菩薩顯聖事件
据传说，1994年10月，当时的全山方丈释妙善长老看到观世音菩萨显圣，身形高大，站立在海边，金光闪闪。他感念到菩薩的指示，遂發心在所見的站立處塑立一座相同模样的觀音造像，即現在的南海觀音像。開光儀式上，當妙善方丈說出「典禮開始」的一刹那，觀音像的頭上雲層驟開，投下一道金光，空中顯現出清晰的觀音立像，此瑞相被在場五千人悉數目睹，且留有影像資料，觀世音菩薩顯聖一事遂成為一段佳話。

## 图库

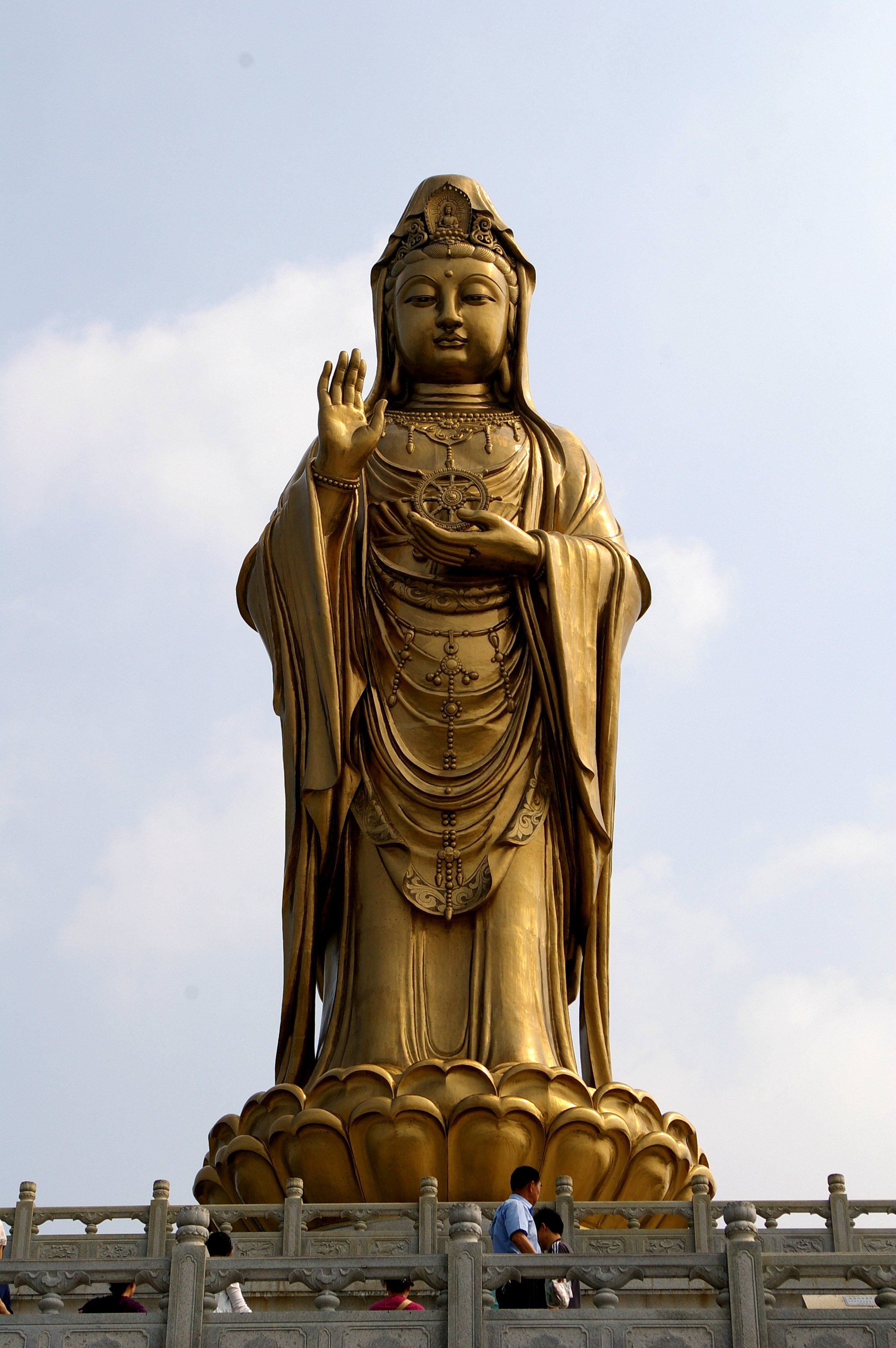
正面
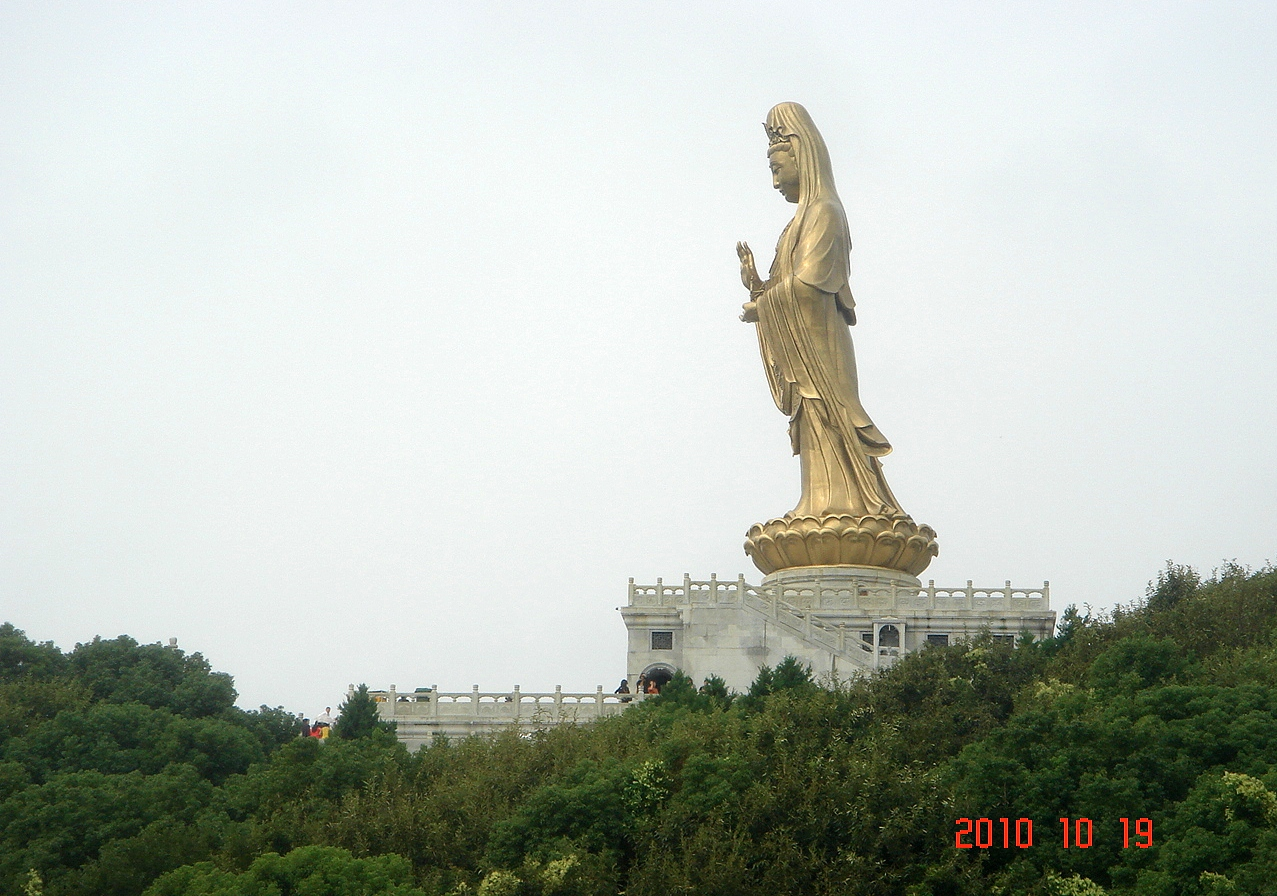
从侧面看南海观音像
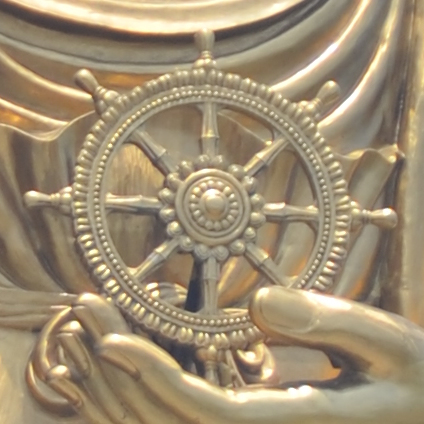
南海观音手上的法轮（船舵）细节
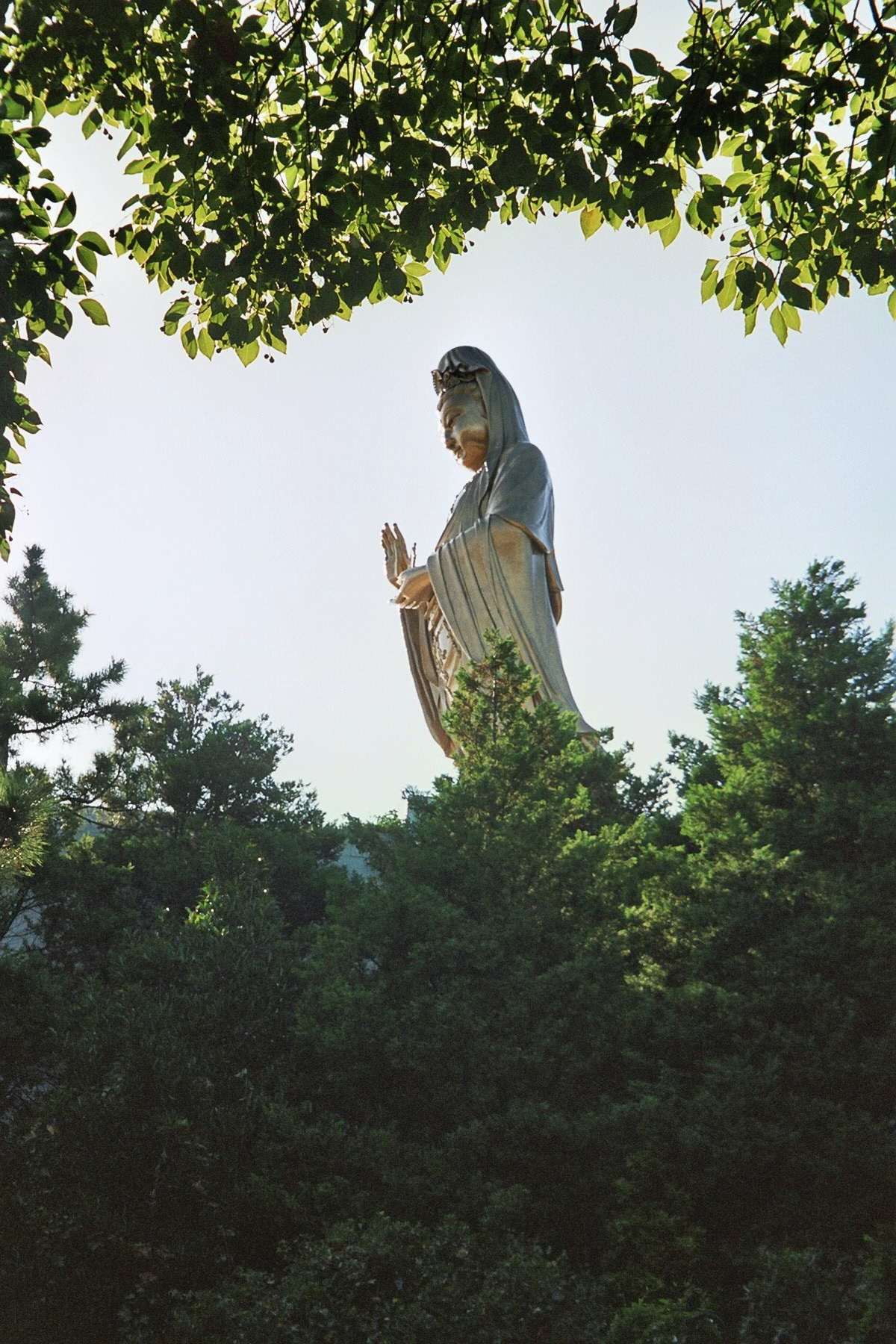
仰视
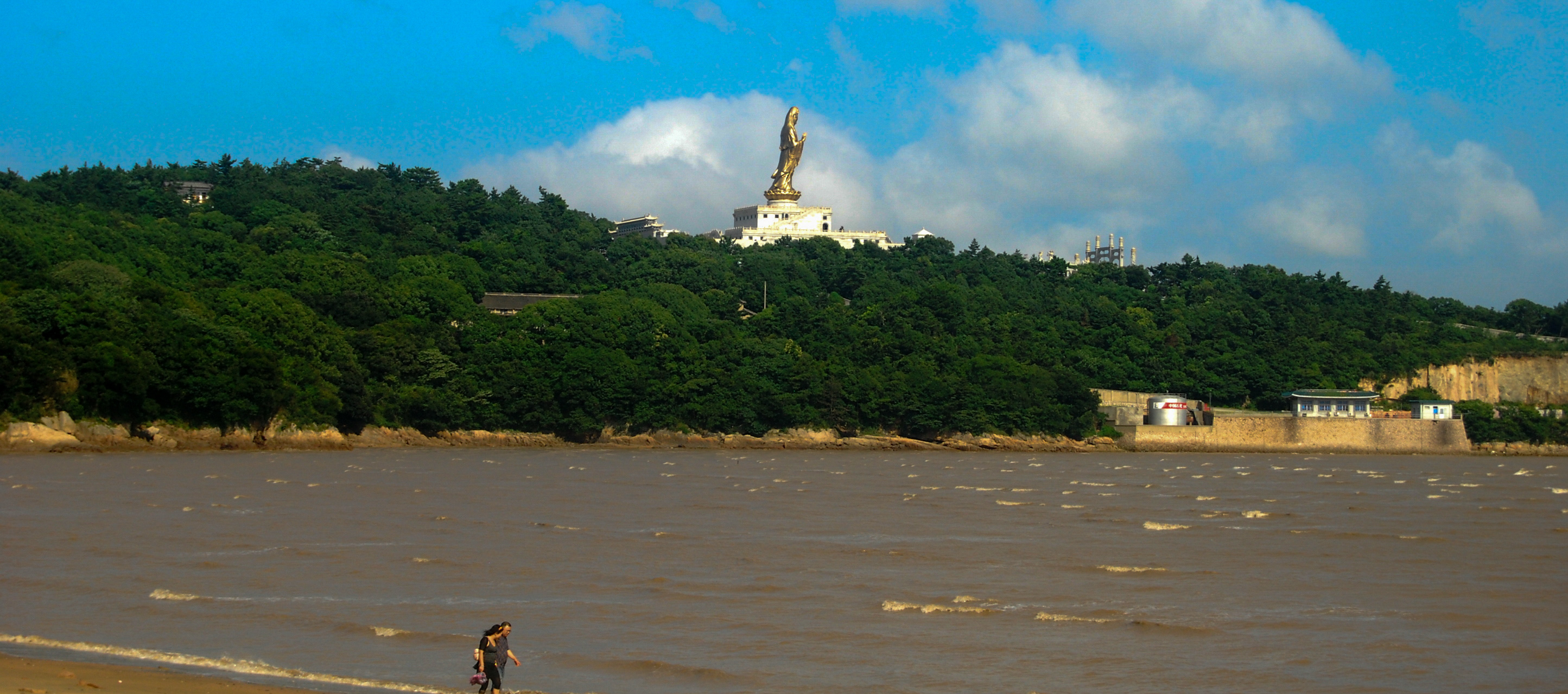
远眺南海观音像